# Kim Ki-hoon
Dans ce nom coréen, le nom de famille, Kim, précède le nom personnel.
Kim Ki-hoon est un patineur de vitesse sur piste courte sud-coréen né le 14 juillet 1967 à Séoul. Il est le premier sud-coréen à avoir remporté un titre aux Jeux olympiques d'hiver. Il totalise trois titres de champion olympique : deux en 1 000 m et un en relais 5 000 m.
En 2002, il devient entraîneur de l'équipe sud-coréenne de short-track. Il entraîne notamment Ahn Hyun-soo.

## Palmarès
- Épreuves de démonstration aux Jeux olympiques d'hiver
  -   Médaille d'or sur le 1 500 m lors des Jeux olympiques 1988 à Calgary

- Jeux olympiques
  -   Médaille d'or sur le 1 000 m lors des Jeux olympiques 1992 à Albertville
  -   Médaille d'or sur le relais 5 000 m lors des Jeux olympiques 1992 à Albertville
  -   Médaille d'or sur le 1 000 m lors des Jeux olympiques 1994 à Lillehammer